# Acciaio (film 2012)
Acciaio è un film del 2012 diretto da Stefano Mordini con protagonisti Michele Riondino, Vittoria Puccini, Matilde Giannini e Anna Bellezza.
Il film, basato sull'omonimo romanzo di Silvia Avallone, è stato presentato alla 69ª Mostra internazionale d'arte cinematografica di Venezia ed è stato distribuito nelle sale italiane il 15 novembre 2012.

## Trama
Due ragazze quattordicenni vivono in un quartiere di Piombino, fatto di case popolari i cui abitanti sono quasi tutti operai delle acciaierie che funzionano a ciclo continuo. Di qua l'acciaieria che lavora ventiquattro ore al giorno e non si ferma mai. Di là, l'isola d'Elba, un paradiso a portata di mano eppure irraggiungibile. In mezzo, né di qua né di là, Anna e Francesca, piccole ma già grandi, un'amicizia potente ed esclusiva quanto l'amore. Lo stesso amore che tiene in piedi Alessio, il fratello di Anna, operaio fino al midollo che si ostina a pensare all'unica ragazza che non può avere, il sogno della sua vita, Elena. Ed un giorno l'amore arriva, potente ed inaspettato per tutti e la vita prende un'accelerata improvvisa, finché si incrina, sanguina, si spezza.

## Riconoscimenti
- 2013 - Nastro d'argento
  - Nomination Migliore attore non protagonista a Michele Riondino